# Região Guayana da Venezuela

Região Guayana, no leste, é a maior região.

A Região Guayana da Venezuela é uma região administrativa da Venezuela. A região tem uma população de 1.383.297 de habitantes e um território de 458.344 km². É fronteiras da nação independente da Guiana (anteriormente Guiana Inglesa), que faz parte da Guianas. Geograficamente faz parte do Planalto das Guianas.

## Estados federados
A Região Guayana compreende três dos Estados federais.
- Amazonas
- Bolívar
- Delta Amacuro